# Rol·lulins
Els rol·lulins (Rollulinae) són una subfamília d'ocells, dins els fasiànids (Phasianidae) que conté una sèrie d'espècies que antany eren incloses a l'obsoleta subfamília dels perdicins. Ocupen una posició basal als fasiànids i van divergir durant l'Eocè final o l'Oligocè primerenc, fa uns 30-35 milions d'anys. Avui la seva existència és recolzada per moltes taxonomies, arran treballs com ara Kimball et al, 2021.
Les diferents espècies d'aquesta família es troben principalment al Sud-est asiàtic i l'Àsia oriental, a banda del gènere Xenoperdix, endèmic de dues serralades de Tanzània.

## Taxonomia
S'han descrit 5 gèneres amb 24 espècies:
- Gènere Xenoperdix, amb dues espècies.
- Gènere Caloperdix, amb una espècie: Caloperdix oculeus - rulrul rovellat,
- Gènere Rollulus, amb una espècie: Rollulus rouloul - rulrul crestat.
- Gènere Melanoperdix, amb una espècie: Melanoperdix niger - perdiu negra.
- Gènere Arborophila, amb 19 espècies.